# Astracantha pseudaurea
Astracantha pseudaurea är en ärtväxtart som först beskrevs av Sirj. och Karl Heinz Rechinger, och fick sitt nu gällande namn av Dieter Podlech. Astracantha pseudaurea ingår i släktet Astracantha och familjen ärtväxter. Inga underarter finns listade i Catalogue of Life.